# الأسبوع العالمي لريادة الأعمال
الأسبوع العالمي لريادة الأعمال (GEW) هو مبادرة دولية تهدف لتعريف الشباب  في القارات الست بموضوع ريادة الأعمال. بدأت هذه المبادرة في عام 2008 بعد حدثي أسبوع المشاريع في المملكة المتحدة وأسبوع ريادة الأعمال في الولايات المتحدة الأمريكية، عام 2007. ومنذ تأسيسها شارك أكثر من 10 ملايين شخص من 102 دولة في أنشطة هذه المبادرة العالمية.
يستمر هذا الحدث السنوي على مدى فترة أسبوع واحد، وتشمل مشاركة خبراء ريادة الأعمال وصناع السياسات وممارسي التعليم والسياسيين. استضافت العام الماضي 88 دولة الأسبوع العالمي لريادة الأعمال وولدت أكثر من 32,000 نشاط.
يهدف الحدث إلى تعريف الناس بفوائد ريادة الأعمال من خلال الأنشطة المختلفة وتحفيزهم لإستكشاف أفكار المشاريع الخاصة بهم”
.

## الداعمون

### مؤسسون
مؤسسة يوينغ ماريون كوفمان مؤسسة غير ربحية مقرها في مدينة كانساس سيتي بولاية ميسوري، التي أنشئت في منتصف ستينيات القرن الماضي من قبل الراحل رجل الأعمال والمحسن يوينغ ماريون كوفمان. تهدف مؤسسة كوفمان لترويج لفكرة  «مجتمع يستقل أفراده اقتصاديا وينخرط مواطنيه في المساهمة في تحسين مجتمعاتهم»” وتتركز اهتماماتهم على  تطوير مجال  ريادة الأعمال وتحسين تعليم الأطفال والشباب.
تهدف حملة أسبوع المشاريع بالمملكة المتحدة إلى ربط الشباب والنساء والعاملين في المنازل، والناس من الأقليات العرقية بالفرص الريادية. وقد تأسست في عام 2004 من قبل غرفة التجارة البريطانية، واتحاد الصناعة البريطانية، ومعهد الإدارة واتحاد الشركات الصغيرة.

## الإستضافات
في كل بلد يشارك في أسبوع الريادة العالمي تعين منظمة مضيفة لقيادة الحملة (في حالات نادرة، تشترك اثنين أو أكثر من المنظمات هذه المسؤولية) وتكون المنظمة المضيفة هي المسؤولة عن حشد المشاركين وبناء شبكة من المنظمات الشريكة لدعم الحدث والأنشطة المرافقة خلال الأسبوع  وكذلك الداعمين الرئيسيين للمساعدة في الترويج للحملة. الجدوال التالي يلخص أهم الدول والمنضمات المستضيفة.